# Ebtehag Becheir
Ebtehag Becheir (* 1930 in Alexandria, Ägypten) ist eine ägyptisch-deutsche Malerin. Sie lebt in München.

## Leben
Ebtehag Becheir kam 1959 nach Deutschland. Sie ließ sich in Murnau am Staffelsee in Oberbayern nieder, um am dort ansässigen Goethe-Institut Deutsch zu lernen. Im folgenden Jahr 1960 übersiedelte sie nach München und nahm das Studium der Malerei an der Akademie der Bildenden Künste auf. Ihr erster Lehrer war Carl Fritz David „Charles“ Crodel. Zwei Jahre später wechselte sie als Meisterschülerin zu Franz Nagel und assistierte ihm bei der Ausstattung einiger der Kirchenneubauten in den Bistümern Augsburg und München/Freising, mit denen Franz Nagel beauftragt war. Für die Innenausmalung der Heilig-Geist-Kirche in Günzburg-Süd 1973, drei Jahre vor Nagels Tod 1976, übernahm sie auch konzeptionelle Vorarbeiten, entwickelt aus abstrakten Graphiken von Franz Nagel.
Die Zusammenarbeit von Ebtehag Becheir und Franz Nagel im Kirchenraum gründete auf der gemeinsamen Geisteshaltung in Bezug auf die historische und kulturelle Zusammengehörigkeit der monotheistischen Buchreligionen Judentum, Christentum und Islam.
Nach Nagels Tod arbeitete Ebtehag Becheir selbständig. 1994 erhielt sie das Stipendium des Landes Sachsen für einen mehrmonatigen Aufenthalt im Kulturzentrum „Denkmalschmiede Höfgen“ in Grimma bei Leipzig. Es entstanden Gemälde auf Papier in verschiedenen Techniken.

## Werk
Zu ihren Werken zählen sakrale Wandgemälde in Fresco- und in Seccotechnik und Glasfenster. Daneben schuf sie profane Gemälde in verschiedenen Techniken. Sowohl die sakralen als auch die profanen Werke setzen sich aus flächigen Farbfeldern zusammen und sind von großer Leuchtkraft. Die Gegenständlichkeit ist auf ein Minimum reduziert.

## Mitarbeit bei Aufträgen von Franz Nagel in Vorbereitung und Ausführung
- 1964 Dillingen, Christkönigskirche der ehemaligen Taubstummenanstalt der Regens-Wagner-Stiftungen, Apsis und Altarwand „Das Himmlische Jerusalem“[3]
- 1964–1965 Ebenhausen bei Schäftlarn, St. Benedikt, Altarwand „Das Himmlische Jerusalem“[4]
- 1965 Freising, Bildungszentrum Kardinal-Döpfner-Haus (ehemalige Fürstbischöfliche Residenz), Hauskapelle St. Martin, Altarwand „Das Himmlische Jerusalem“ und Glasfenster
- 1966 Pirk / Opf., Auferstehungskirche, Altarwand „Der Auferstandene“[5]
- 1973 Günzburg, Heilig Geist Kirche, Umlaufende Wandmalerei „Evolution der Geistsendung“ und Abendmahl auf Holz in der Sakramentskapelle[6][7][8][9]

## Eigenständige Arbeiten
- 1969 München, Arabella-Hochhaus, Wandrelief „Wüste“ in Holz, gelb gefasst, Auftrag im Zuge des Kunstwettbewerbs ohne Themenvorgabe zur Ausstattung des Treppenhauses durch die Bayerische Hausbau. Auftrag vom 17. Dezember 1968
- 1978 Augsburg, Dom Bordüren in Alabaster für drei der fünf romanischen Prophetenfenster im südlichen Obergaden (von Ost nach West Jonas, Daniel, Hoseas, David, Moses) nach der Restaurierung der Folge zwischen 1970 und 1973. Ihr Auftrag betraf die Fenster Daniel (2. von Ost), Hoseas (3. von Ost), Moses (5. von Ost). Der Auftrag wurde am 5. Januar 1978 vom Diözesanbauamt Augsburg erteilt.[10][11]
- 1983 München, St. Stephan in München-Sendling, drei Glasfensterleisten „Der Heilsweg des Menschen“[12][13]Altarwand St. Stephan in Putzbrunn

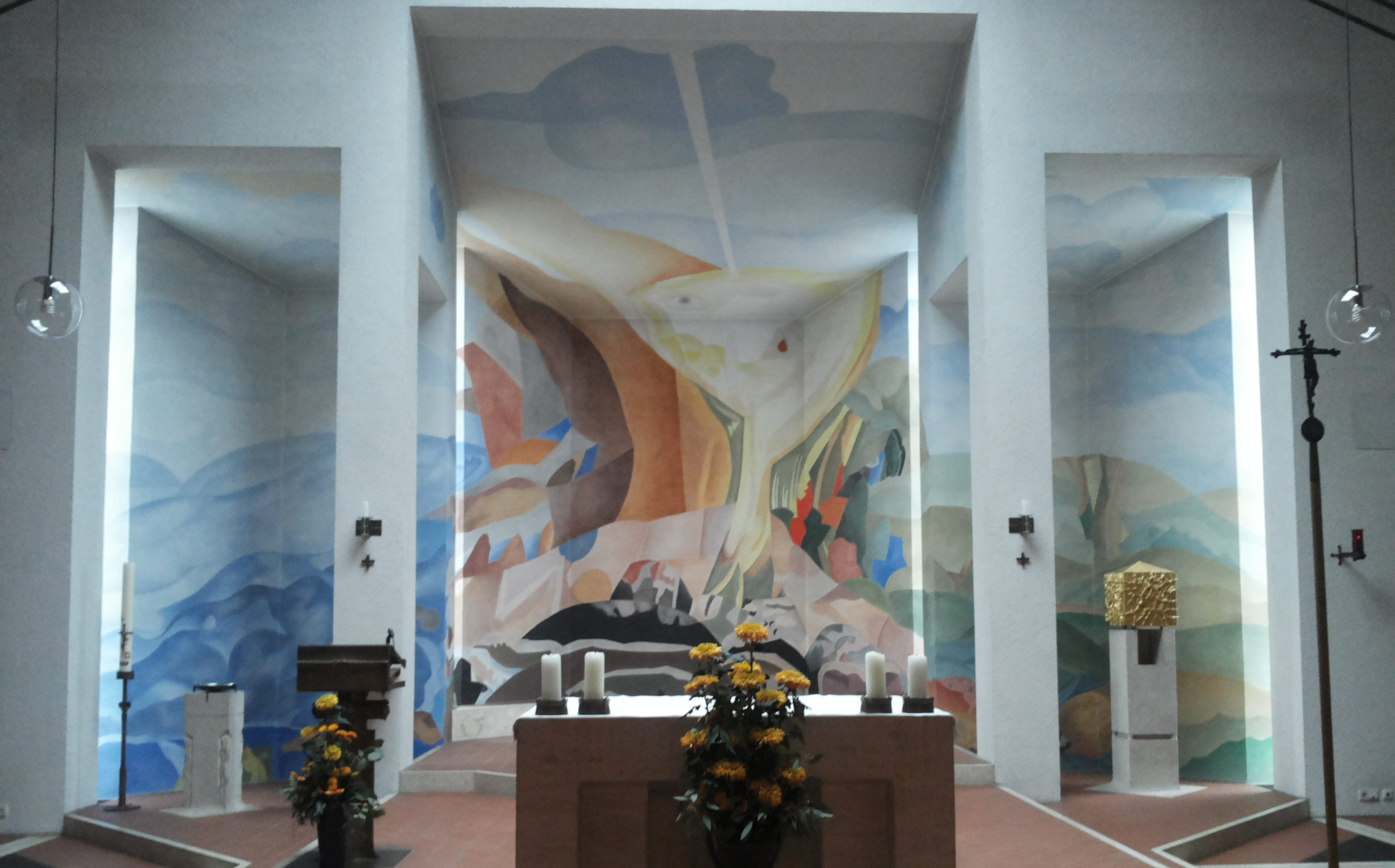
Altarwand St. Stephan in Putzbrunn

- 1992 Augsburg, St. Maximilian, Heilig-Blut-Kapelle, Triptychon von drei Fenstern zur Geißelsäulenreliquie.[14][15]
- 1993 Putzbrunn, St. Stephan, Gesamtgestaltung. Fresken im Altarraum und Fenster (Mayer’sche Hofkunstanstalt).[16]

## Ausstellungen
- 1994 München, Galerie Goethe 53, Einzelausstellung  „In naher Ferne“[17]
- 1995 Grimma bei Leipzig, Studio Galerie Kaditzsch, Einzelausstellung „Diesseits und jenseits der Horizonte“[18]
- 2023 Festakt Günzburg, Hl. Geist zum 50-jährigen Bestehen der Kirche, Vorträge zum Bau und seiner Ausstattung
- 2023 München, St. Stephan in München-Sendling, Gene Aichner, Animierte Lichtshow, zusammengesetzt aus Motiven der Fenster von Ebtehag Becheir